# Dumuzi (bóg)
Dumuzi, Tammuz, Tamuz – w mitologii mezopotamskiej bóg-pasterz, małżonek bogini Isztar (Inanny), skazany przez nią na pobyt w świecie podziemnym. Czczony też jako bóg wegetacji.

## Opis
Dumuzi jako bóstwo przyrody, wegetacji i plonów czczono pierwotnie w Babilonie a następnie w innych krajach starożytnej Mezopotamii. Przedstawiany był również z kłosami w rękach lub na ramionach. Co roku pod koniec żniw schodził do podziemi, by móc się ponownie powrócić wraz z budzącą się do życia przyrodą.
Pod koniec żniw, z ostatnich kłosów, pleciono wachlarze albo koszyki. Miało to być symboliczne schronienie dla boga przed następnymi zbiorami. Pochodne tej tradycji przetrwały do dziś wszędzie tam gdzie uprawia się zboża.
Stary Testament wspomina o kulcie tego boga w czasach odstąpienia Izraela od kultu Jahwe (Księga Ezechiela 8:13, 14).
Tammuz utożsamiany jest z egipskim Ozyrysem oraz grecko-rzymskimi Attisem, Adonisem, Bachusem i/lub persko(irańsko)-indyjsko-rzymskim Mitrą. Jego siostrą była Belet-seri, a za żonę przypisuje się mu boginię Isztar (Inannę).

## Dumuzi i Inanna
Pewnego dnia Inanna zdecydowała się zstąpić do Kur-nu-gi-a, „Krainy bez powrotu”, gdzie władała jej mroczna siostra Ereszkigal. Zawsze żądna władzy bogini zapragnęła objąć swoim panowaniem również to posępne, jałowe miejsce. Ubrała się w swe najlepsze szaty, włożyła najpiękniejsze ozdoby, starannie umalowała i wyposażona w boskie prawa me wyruszyła w drogę. Zdając sobie sprawę, że wyprawa do krainy zmarłych jest skrajnie niebezpieczna przed odejściem nakazała swej posłance Ninszubur, by ta odprawiła żałobne obrzędy i prosiła bogów Enlila, Nannara i Enki, by nie pozwolili umrzeć jej pani.
Zstępując do podziemnego świata, Inanna swoim zwyczajem zachowywała się władczo i wyniośle, lecz wkrótce okazało się, że jest bezsilna wobec praw me Krainy bez powrotu. Przy każdej kolejnej z siedmiu bram wiodących do Kur-nu-gi-a Inanna musiała oddać strażnikom jakąś część swego odzienia, aż wreszcie stanęła naga przed obliczem Ereszkigal i siedmiu sędziów umarłych. Na mocy ich decyzji bogini stała się martwym ciałem, które powieszono na słupie.
Gdy minęły trzy dni i trzy noce, Ninszubur zaczęła błagać bogów o ratunek. Enlil i Nanna odrzekli jednak, że nie można sprzeciwiać się wyrokom podziemnego świata. W końcu błaganiom posłanki uległ bóg Enki, który stworzył dwie uskrzydlone istoty Galaturra i Kurgarra. Przebiegły Enki nakazał swoim tworom, by wkradły się w łaski Ereszkigal, okazując jej współczucie w cierpieniu, a wówczas ona poprzysięgnie spełnić ich życzenie. Wtedy mają zażądać wydania ciała Inanny. I rzeczywiście, stało się dokładnie wedle jego słów. Galaturra i Kurgarra przystąpiwszy do ciała Inanny dały jej pokarmu życia i wody życia, dzięki czemu bogini zmartwychwstała. Jednakże gdy Inanna opuściła krainę śmierci, wciąż była eskortowana przez gromadę straszliwych demonów Galla, które nie chciały jej opuścić, póki nie wskaże im następcy na opróżnione przez siebie miejsce w Kur-nu-gi-a, gdyż takie są prawa podziemnego świata.
Pierwszą osobą, którą spotkała na swej drodze była pogrążona w żałobie Ninszubura, lecz bogini ulitowała się nad nią. Idąc dalej, napotykali kolejne bóstwa, ubrane w żałobne szaty, ale Inannie żal było wydać ich na śmierć. Tymczasem demony zaczynały się niecierpliwić.
Bogini w eskorcie demonów wróciła do rodzinnego Uruk, gdzie odkryła, że jej małżonek, Dumuzi, król Kulab, wcale za nią nie rozpaczał ani nie tęsknił. Wręcz przeciwnie, gdy Inanna wkroczyła do pałacu, właśnie wesoło biesiadował. Rozzłoszczona bogini wskazała na niego i ogłosiła, że odtąd Dumuzi będzie ją zastępował w Kur-nu-gi-a. Dumuzi po dwakroć wyrywał się z żelaznego uścisku demonów, lecz po dwakroć przegrawszy, musiał się udać do krainy śmierci.